# Hanžeković Memorial

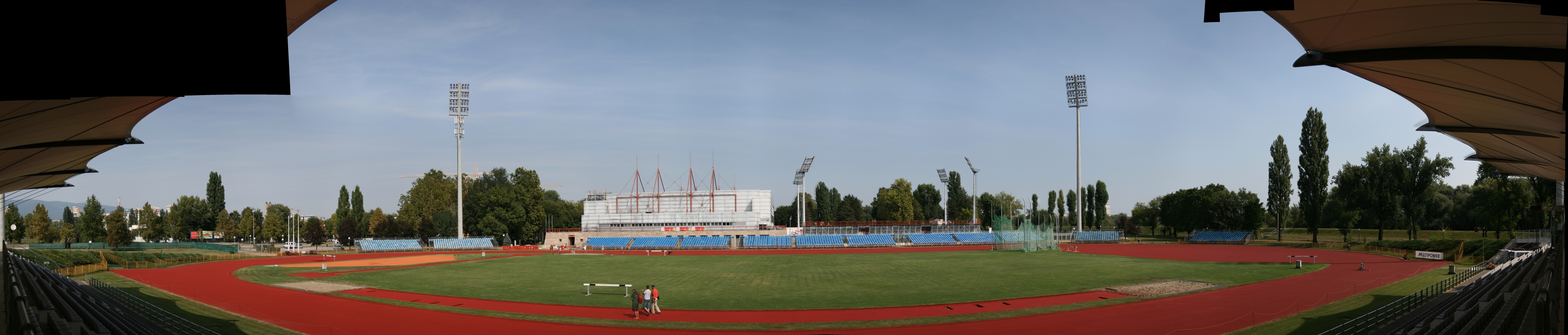
Lo Stadion SRC Mladost di Zagabria, teatro del meeting

Il Hanžeković Memorial (in croato, Memorial Borisa Hanžekovića) è un meeting internazionale di atletica leggera che si tiene annualmente nel mese di settembre allo Stadion SRC Mladost di Zagabria, capitale della Croazia. Il meeting è parte del circuito IAAF World Challenge.
A seconda della collocazione nel circuito IAAF (già World Athletics Tour) ha assunto in passato le denominazioni Zagreb Grand Prix e IAAF World Challenge Zagreb.

## Edizioni
Di seguito la tabella delle ultime edizioni del meeting.
| Anno | Edizione | Circuito                  | Dettagli                 |
| ---- | -------- | ------------------------- | ------------------------ |
| 2006 | LIV      | IAAF Grand Prix 2006      | Hanžeković Memorial 2006 |
| 2007 | LV       | IAAF Grand Prix 2007      | Hanžeković Memorial 2007 |
| 2008 | LVI      | IAAF Grand Prix 2008      | Hanžeković Memorial 2008 |
| 2009 | LVII     | IAAF Grand Prix 2009      | Hanžeković Memorial 2009 |
| 2010 | LVIII    | IAAF World Challenge 2010 | Hanžeković Memorial 2010 |
| 2011 | LIX      | IAAF World Challenge 2011 | Hanžeković Memorial 2011 |
| 2012 | LX       | IAAF World Challenge 2012 | Hanžeković Memorial 2012 |
| 2013 | LXI      | IAAF World Challenge 2013 | Hanžeković Memorial 2013 |
| 2014 | LXII     | IAAF World Challenge 2014 | Hanžeković Memorial 2014 |
| 2015 | LXIII    | IAAF World Challenge 2015 | Hanžeković Memorial 2015 |
| 2016 | LXIV     | IAAF World Challenge 2016 | Hanžeković Memorial 2016 |
| 2017 | LXV      | IAAF World Challenge 2017 | Hanžeković Memorial 2017 |
| 2018 | LXVI     | IAAF World Challenge 2018 | Hanžeković Memorial 2018 |
| 2019 | LXVII    | IAAF World Challenge 2019 | Hanžeković Memorial 2019 |